# Вилхелм Кристоф (Хесен-Хомбург)
Вилхелм Кристоф фон Хесен-Хомбург (на немски: Wilhelm Christoph von Hessen-Homburg, * 13 ноември 1625 в Обер-Росбах, † 27 август 1681 в Хамбург) е вторият ландграф на Хесен-Хомбург от младата линия Хесен-Хомбург на Дом Хесен. Наричан е обаче ландграф цу Бингенхайм (Landgraf zu Bingenheim).
Той е син на ландграф Фридрих I фон Хесен-Хомбург (1585 – 1638) и графиня Маргарета Елизабет фон Лайнинген-Вестербург (1604 – 1667), дъщеря на граф Кристоф фон Лайнинген-Вестербург (1575 – 1635). Брат е на Георг Кристиан (1626 – 1677) и на Фридрих II (1633 – 1708), прочутия принц фон Хомбург. Баща му умира рано и децата му растат под опекунството на майка им Маргарета Елизабет фон Лайнинген-Вестербург.
Вилхелм Кристоф се жени на 21 април 1650 г. в Дармщат за 16-годишната принцеса София Елеонора (1634 – 1663). София Елеонора получава от баща си Георг II фон Хесен-Дармщат двореца Бингенхайм. Той е противник на войните и живее повече в двореца Бингенхайм във Ветерау. Понеже предпочита Бингенхайм пред истинската си резиденция Хомбург, която дори продава през 1669 г., той е наричан ландграф цу Бингенхайм.
Вилхелм Кристоф е привърженик на поезията и науката и е член на литературното общество Fruchtbringenden Gesellschaft. Той е привърженик на гоненията на вещиците и екзекутира в малката си страна 53-ма души, между които и пет деца.
Вилхелм Кристоф и София Елеонора имат дванадесет деца – между тях осем сина, които умират преди баща им. Ландграфинята умира на 29 години при раждането на 12-о си дете. Те имат само две дъщери, които остават живи.
На 2 април 1665 г. 40-годишният Вилхелм Кристоф се жени в Любек за втори път – за Анна Елизабет фон Саксония-Лауенбург (* 23 август 1624 – 1688), без да е виждал новата си съпруга преди това. Новата ландграфиня е дъщеря на Август фон Саксония-Лауенбург от род Аскани. Тя е гърбава и безплодна. Той не успява да се разведе с нея и започва връзка с Анна Елизбет фон Люцов, 17-годишната дворцова дама на съпругата му. Когато тя забременява, той я скрива във Филипсек. Анна Елизабет е роднина с ландграф Лудиг VI, който заповядва да я отвлекат и заведат в двореца Биденкопф. След това Вилхелм Кристоф нея и сина им на тайно място.
На 24 август 1672 г. той се развежда от Анна Елизабет, която получава като обезщетение правото да живее в двореца Филипсек при Буцбах-Мюнстер. Там тя се грижи за бедните и основава училища в Боденрод и Майбах. Анна Елизабет умира там на 27 май 1688 г., на 64 години, и е погребана в църквата на Мюнстер.
Вилхелм Кристоф няма интерес към ландграфството си Хомбург. през 1669 г. той продава град Хомбург на брат си Георг Христиан за 200 000 гулдена.
Вилхелм Кристоф умира на 27 август 1681 г. в Хамбург. Погребан е в гробницата на двореца Бад Хомбург. Хесен-Дармщат си взема обратно двореца Бингенхайм за регентката Елизабет Доротея.

## Деца
От брака му със София Елеонора (1634 – 1663), дъщеря на ландграф Георг II фон Хесен-Дармщат и София Елеонора Саксонска, Вилхелм Кристоф има следните деца (без трите мъртвородени деца):
- Фридрих (*/† 1651)
- Христина Вилхелмина (1653 – 1722) ∞ 1671 херцог Фридрих фон Мекленбург (1638 – 1688)
- Леополд Георг (1654 – 1675)
- Фридрих (*/† 1655)
- Фридрих (*/† 1656)
- Карл Вилхелм (*/† 1658)
- Фридрих (*/† 1659)
- Магдалена София (1660 – 1720) ∞ 1679 граф Вилхелм Мориц фон Золмс-Грайфенщайн (1651 – 1724)
- Фридрих Вилхелм (1662 – 1663)